# 三侠五义
《三侠五义》，原名《忠烈侠义传》，是清朝人根據說唱藝術家石玉崑之唱本改編而成的長篇章回小說，共一百二十回。
清朝咸丰年间，石玉崑口头创作《龙图公案》；其後有人節錄成書，題名《龙图耳录》。光緒年間，又有人加以改編後重新出版，書名《忠烈侠义传》，又名《三侠五义》。「三俠」是指南俠展昭、北俠歐陽春、雙俠丁兆兰、丁兆蕙兄弟（共算一俠）；“五义”則指鑽天鼠卢方、徹地鼠韩彰、穿山鼠徐庆、翻江鼠蒋平、锦毛鼠白玉堂，这五鼠弟兄。
清朝学者俞樾刪改部分章節，並认为原书中主要有七个侠客：除了上述四人外，尚有小俠艾虎、黑妖狐智化及小诸葛沈仲元，一共是七人，故重新再版時改名为《七侠五义》。

## 創作背景
据說書的艺人世代相传：石玉昆受禮亲王之托，以明清以来流传的《包公案》故事为基础，根据王爷家挂着画中的钟馗與兰花、玉猫、挂画钉子及家中的老鼠，构建了书中的主要正反派人物，以三侠五义辅保包拯除暴安良、惩奸除恶为情节主线编缀成书。石玉昆在书中用了很多中国传统学问，比如易经、八卦、五行、儒学等，分别以“仁”、“义”、“礼”、“智”、“信”塑造出性格迥异，但是又侠肝义胆的五鼠弟兄；另外书中还大量反映清朝中后期民俗。

## 内容简介
包拯幼时，其二嫂几度加害未死。长大后入都会试，途中得识侠士展昭，共除金龙寺恶僧，至隐逸村助李员外擒歹徒。后经殿试中进士，点翰林，出任定远县令。在任上智断墨斗案、扇坠案、乌盆案，官声大振，却因審理烏盆案時用刑不慎夾死兇手而被上司革职。归故里十年，又进京求官，得丞相王苞举荐，任开封府尹。
在开封任上得主簿公孙策之助，又智断尸蛊案。恤民情，参奏国舅庞昱不法，乃奉旨下陈州查赈放粮。至三星镇破女头男尸案。至陈州捉刺客，铡庞昱 （龐籍的虛構兒子） 。放赈三年，陈州大治。草桥天齐庙遇落难李太后，得知真宗朝刘妃、郭槐狸猫换太子故事。包公送李后还朝，夜审郭槐，使沉冤得雪，升任丞相。
继而又断葛登云谋霸范仲禹妻害命案等；展昭金殿试艺，钦封四品护卫，赐封号御猫；茉花村遇双侠丁兆兰、丁兆蕙，与其妹月华比剑联姻。白玉堂三试颜查散，结为兄弟。柳家庄颜查散蒙冤，白玉堂开封府寄柬留刀，包公明断此案。白玉堂大内忠烈祠题诗，杀恶太监郭安。“五鼠”闹东京。范仲禹奉旨审太师庞吉。白玉堂盗包公三宝，展昭入陷空岛得三宝，白玉堂归案受封。欧阳春太岁庄除马刚。众侠大破邓家堡，拿花蝴江冲，杭州知府倪继祖庵堂认母，私访霸王庄落难。艾虎出世。欧阳春等大破霸王庄，救太守，拿马强。姚成诬告欧阳春，白玉堂奉旨办案。智化盗冠，丁兆蕙栽赃，艾虎告状，五堂会审，四衣库首领马朝贤正法。卧虎沟沙龙救乡亲，众侠义大破黑狼山。施俊娶真假牡丹。
颜查散奉旨巡查襄阳王赵珏反情，三侠五义下襄阳，白玉堂三探冲霄楼，捐躯铜网阵。逆水寒潭蒋平捞取邓车盗走的钦差金印。侠义诈君山。 此后接《小五义》、《续小五义》。

## 評書名家
民国年间，评书名家王杰奎、金杰华，金杰立、刘杰谦、马连登善说此书。王杰奎的《三侠五义》在电台播出时听众人数很多，一些人力车夫宁可不拉车挣钱也要在大喇叭下面听广播，王因此得到“净街王”的美名。其后三侠五义的名家还有傅阔增、李鑫荃等人。

## 影响
作为中国最早出现的武侠作品之一，三侠五义对中国近代评书、武侠小说乃至文学艺术影响深远，称得上是开山鼻祖，由此掀起了各类武侠题材文学作品的高潮。此后武侠公案、短打评书盛极一时，例如《五女七贞》、《永庆升平》，民国《三侠剑》、《雍正剑侠图》等纷纷问世，清末民初亦有大量知识分子投身武侠小说创作，写了很多脍炙人口的佳作，比如王度庐的《卧虎藏龙》，还珠楼主的《蜀山剑侠传》，一直到港台的金庸、古龙的武侠小说都在它的影响之下。

## 傳說的開封府刑具

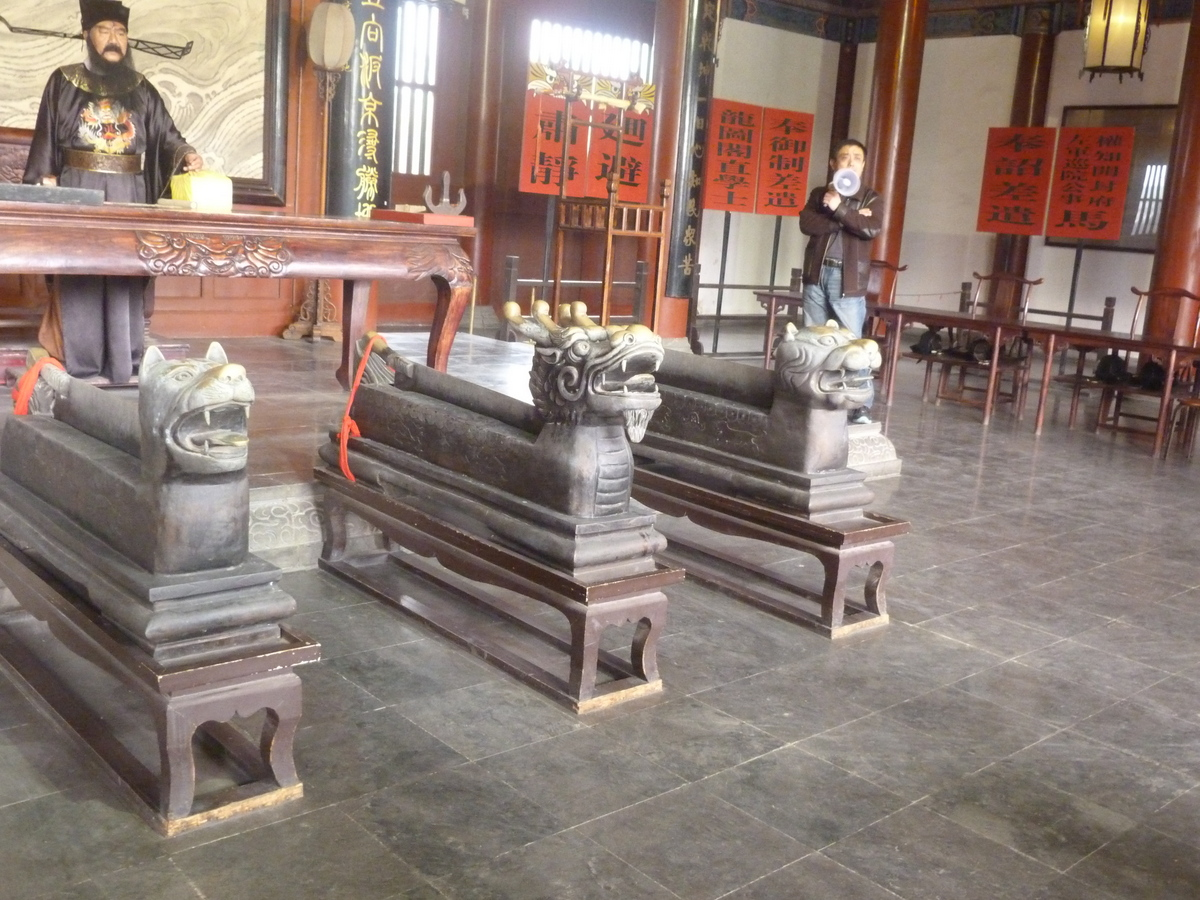
开封包公祠內龍頭鍘、虎頭鍘和狗頭鍘

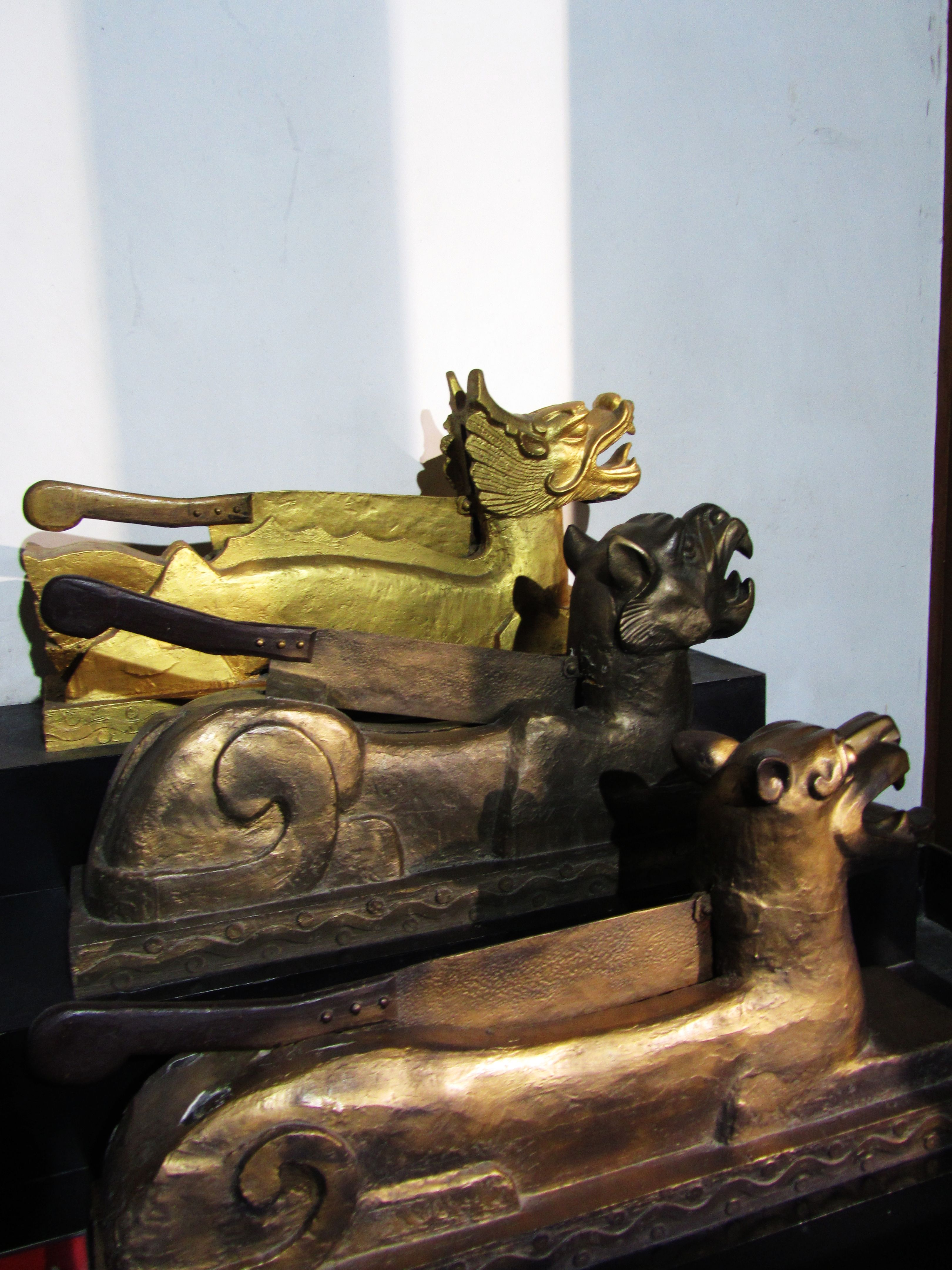
合肥包肃孝公祠内的龍頭鍘、虎頭鍘和狗頭鍘

龍頭鍘（火龍鍘）、虎頭鍘、狗頭鍘（犬頭鍘），是戲曲、小說中，包拯所使用的刑具，置於開封府公堂上。現在很多包公廟都設有仿製品。在包公的治理之下，龍虎狗頭鍘鍘殺十惡不赦的罪犯。
- 龍頭鍘：罪大惡極、犯死刑的皇親國戚、王公諸侯。
- 虎頭鍘：犯死刑的大臣、官吏。
- 狗頭鍘：犯死刑的平民百姓。

### 起源
根據《三俠五義》第九回，宋仁宗加封包拯為龍圖閣大學士，派往陳州調查國舅龐昱放賑一事。包拯得到仁宗賜御札（親筆手諭）三道，回開封府後命公孫策加以參詳。當時公孫策剛獲了然和尚薦入包拯府中不久，因不知包拯性情底細，以為對方欲借故辭退自己，於是擅自改動原意，以「札」為「鍘」畫成龍、虎、狗三道鍘刀草圖，以求快意。豈料包拯看過草圖後讚嘆不已，連忙命公孫策監造三把鍘刀式樣，呈給仁宗御覽，仁宗亦大為讚賞，遂批准包拯正式打造鍘刀一併帶往陳州，以收鎮壓外官之效。這就是三道御鍘的由來。

## 改编电视剧
- 1991年三俠五義 (電視劇)
- 1994年七俠五義
- 2010年包青天之七俠五義

## 參看
- 小五義
- 續小五義

## 外部連結
- 宋偉杰：〈晚清俠義公案小說的身體想像：解讀《三俠五義》（页面存档备份，存于）〉。
- 柳存仁：〈《龍圖耳錄》的一個過錄的鈔本（页面存档备份，存于）〉。
- 蘋論：龍頭鍘 虎頭鍘 狗頭鍘（页面存档备份，存于）